# Gerbrandus Jelgersma
Gerbrandus Jelgersma (Doeveren, 1 november 1859 – Oegstgeest, 17 augustus 1942) was een Nederlands psychiater. In 1899 werd hij de eerste hoogleraar psychiatrie aan de Rijksuniversiteit Leiden. In het begin van zijn hoogleraarschap nam hij het initiatief tot het bouwen van een grote psychiatrische kliniek, die onder de naam Rhijngeest in de jaren 1900-1903 te Oegstgeest verrees. In 1950 kreeg de kliniek de naam Jelgersmakliniek. De volksmond heeft er inmiddels 'De Jel' van gemaakt.

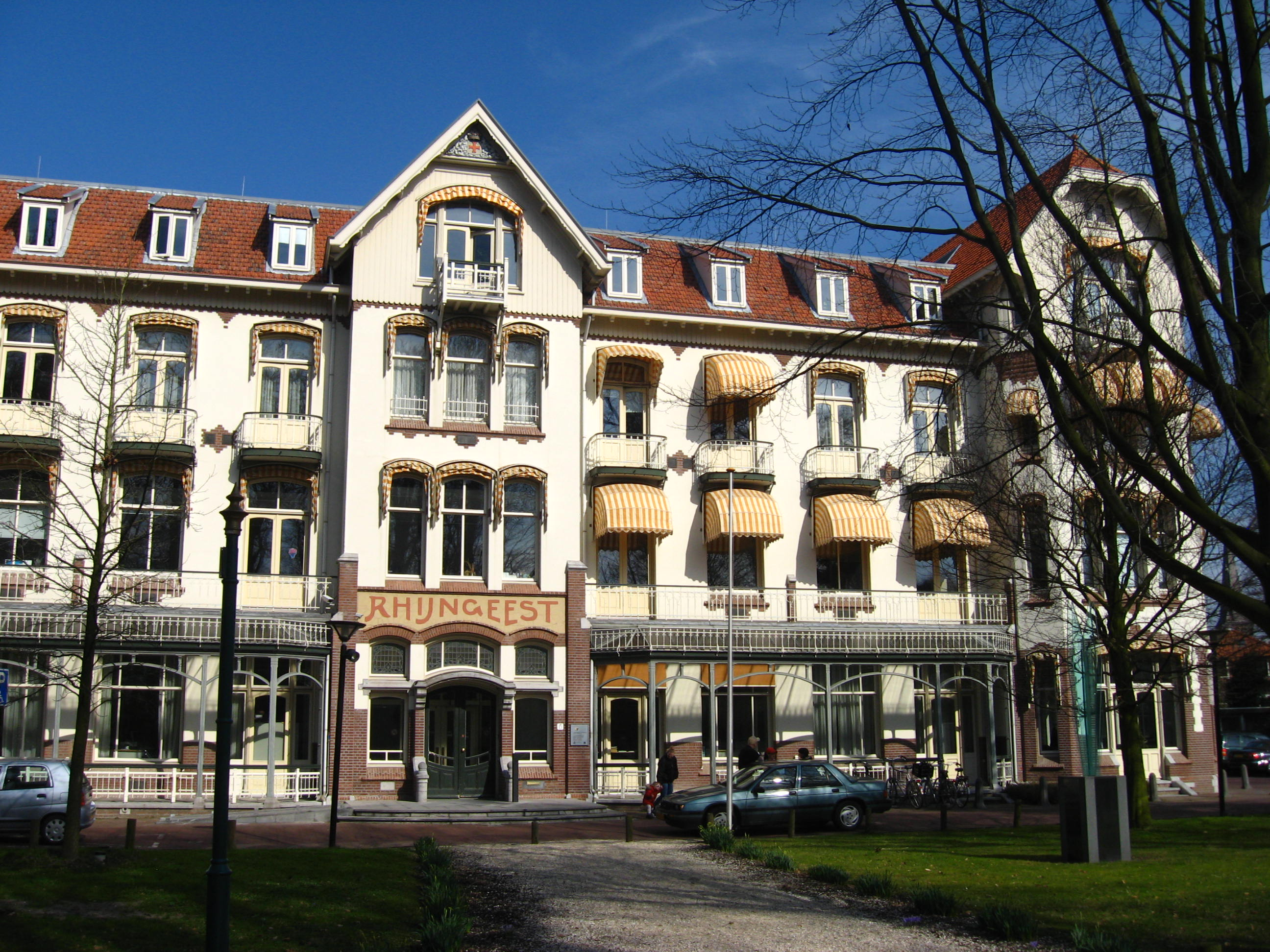
De voormalige Jelgersmakliniek in Oegstgeest anno 2010

In 1911-1912 verscheen zijn standaardwerk Leerboek der psychiatrie. Vanaf 1914 was hij een volgeling van Freud. Jelgersma is onder meer bekend geworden door een methode van het kleuren van de zenuwbanen in de hersenen. De door hem gemaakte hersencoupes zijn in Rijksmuseum Boerhaave in Leiden te bezichtigen. In 1930 ging hij met emeritaat.
Gerbrandus Jelgersma is de jongere broer van Dominicus Gerbrandus Jelgersma (1856-1930). De twee worden vaak verward.